# Ewa Janus
Ewa Janus (ur. 18 maja 1964 w Łapanowie) – polska rzeźbiarka, pierwsza kobieta dziekan na Wydziale Rzeźby krakowskiej Akademii Sztuk Pięknych.

## Życiorys
Absolwentka Liceum Sztuk Plastycznych w Nowym Wiśniczu. Po ukończeniu liceum pracowała w ośrodku kultury w Mogilanach, współpracującym z krakowskim ośrodkiem w Pałacu pod Baranami. Potem przez rok studiowała w Wyższej Szkole Pedagogicznej w Krakowie. W latach 1986–1991 studiowała na Wydziale Rzeźby Akademii Sztuk Pięknych w Krakowie, z czego cztery lata w pracowni prof. Stefana Borzęckiego. Dyplom z Medalem Rektora ASP otrzymała w 1991 roku. W latach 1994–1995 odbyła stypendium i staż w pracowni prof. Alfio Mongelli w Akademii Sztuk Pięknych w Rzymie. Tam też poznała osiadłą we Włoszech polską rzeźbiarkę Marię Papę. Od 1991 jest pracownikiem naukowo-dydaktyczny na macierzystej uczelni. W latach 1991–2000 była asystentką w pracowni prof. Józefa Sękowskiego. Od 2000 do 2017 prowadziła Pracownię Rysunku dla studentów i studentek II-V roku. Obecnie na stanowisku prof. ASP na Wydziale Rzeźby, prowadzi Pracownię Rzeźby II. W latach 2008–2016 pełniła funkcję prodziekana. W latach 2016–2020 była dziekanem Wydziału Rzeźby ASP w Krakowie – pierwszą kobietą na tym stanowisku. W latach 2008–2014 była członkinią Rady Programowej Centrum Rzeźby Polskiej w Orońsku. Jest członkinią i współzałożycielką Stowarzyszenia Twórców Nauki i Kultury „Episteme” oraz „Disputationes Academicae”.
Zajmuje się głównie małą formą rzeźbiarską, medalierstwem i rysunkiem.

Autorka buduje świat swoich rzeźb przy pomocy form dla których najbardziej charakterystyczne jest dążenie do prostoty i syntezy kształtu. Jest to sztuka bogata znaczeniowo, wyrazista i sugestywna. W działalności medalierskiej Ewy Janus nieszablonowość łączy się z szacunkiem dla tradycji, a klarowność artystycznej wypowiedzi z pokorą dla tworzywa. Prace te przemawiają cichym dyskretnym liryzmem. Janus operując metaforą odwołuje się do wrażliwości odbiorcy, jego wiedzy i skojarzeń, do głębokiej refleksji nad powszechnie znanymi prawdami. Sięgając w rejony dalekich uogólnień autorka potrafi zachować świeżość spojrzenia, wzruszyć liryką, oczarować bezpośredniością przeżycia. Potrafi też zmusić do refleksji, sprowokować.